# 都拉齐翁军区
都拉齐翁（希臘語：θέμα Δυρραχίου）或都拉齐乌姆是拜占庭帝国位于今阿尔巴尼亚的一个军区，囊括了亚得里亚海沿岸地区。其设立于9世纪初期，名称来源于首府都拉其翁（今都拉斯）。

## 历史
军区设立的确切时间尚不明晰，约842年的《乌斯宾斯基职官表》中记录了一位军区将军，但有诸多留存至今的将军印信可以追溯至此前几十年。J·B·伯里认为该军区与伯罗奔尼撒、凯法利尼亚一并设立于9世纪初期。亚德兰·费卢加则将时间限定在了尼基弗鲁斯一世在任之时（802至811年）。军区边界也未能完全确定。其北邻达尔马提亚军区和塞尔维亚杜克里亞公國，南接尼科波利斯军区。军区囊括了其间的海岸地区，但无从知晓向内陆延伸了多远。根据康斯坦丁·伊雷切克的记述，其北抵德里瓦斯特与普拉蒂，中间囊括有培拉特，南与斯拉夫人在代沃尔河上游和奥赫里德的定居地接壤。在10世纪末11世纪初的拜占庭－保加利亚战争中，都拉齐翁似乎保持着自治，有时也承认保加利亚第一帝国的宗主权。
11世纪中期起，军区长官还会兼有“都督”（doux）或“督军”（katepano）头衔。1040至1041年，军区长官蒂霍米尔起兵并参与了保加利亚彼得·德利扬的叛乱。
在11世纪末期及12世纪时，都拉齐翁城和军区对于帝国来说十分重要。城市被视为“阿尔巴尼亚锁钥”（Key of Albania），是与意大利贸易的主要入口，但也是意大利入侵者的必经之地，此外，这里还是牵制巴尔干西部斯拉夫统治者行动的理想之地。因此都拉其翁公爵成为拜占庭当局在巴尔干西部省份中等级最高的官员。1070年代后期的两任长官——尼基弗魯斯·布里恩尼奧斯与尼基弗魯斯·巴西拉克斯皆以此地位为基础想要达成其攫取权力的野心。这一地区在拜占庭－诺曼战争中起到了关键作用，但却于1081至1084年间被諾曼人占据。收复都拉其翁之后，拜占庭皇帝阿历克塞一世将军区委托给亲信管理，不过地方贵族仍旧保留了相当大的影响力与自主权。第四次十字军东征中，君士坦丁堡被十字军攻陷，1205年，都拉其翁城向威尼斯人投降。

### 脚注
1. 1 2 3  Nesbitt & Oikonomides 1991，第40頁.
2. 1 2  ODB，"Dyrrachion", (T. E. Gregory), p. 668.
3. ↑  Pertusi 1952，第177頁.
4. ↑  Zakythinos 1941，第211頁.
5. ↑  Stephenson 2004，第130頁.
6. ↑  Angold 1997，第129ff., 152頁.
7. ↑  Stephenson 2004，第151–152, 159–160頁.
8. ↑  Stephenson 2004，第184頁.

### 书籍
- Angold, Michael. . New York and London: Longman. 1997  [2019-04-05]. ISBN 0-582-29468-1. （原始内容存档于2016-12-07）.
- 亚历山大·卡日丹 (编). . 牛津: 牛津大学出版社. 1991. ISBN 0-19-504652-8.
- Nesbitt, John W.; Oikonomides, Nicolas (编). . Washington, DC: Dumbarton Oaks Research Library and Collection. 1991  [2019-04-05]. ISBN 0-88402-194-7. （原始内容存档于2019-06-11）.
- Pertusi, A. . Rome: Biblioteca Apostolica Vaticana. 1952 （意大利语）.
- Stephenson, Paul. . Cambridge: Cambridge University Press. 2004  [2019-04-05]. ISBN 0-521-77017-3. （原始内容存档于2020-03-06）.
- Zakythinos, Dionysios.  [Studies on the administrative division and provincial administration in the Byzantine state]. Ἐπετηρίς Ἐταιρείας Βυζαντινῶν Σπουδῶν. 1941, 17: 208–274 （希腊语）.